# Bešetín
Bešetín (německy Beschetin) je malá vesnice, část obce Žihobce v okrese Klatovy v Plzeňském kraji. Nachází se asi 2,5 kilometru severně od Žihobců. Bešetín leží v katastrálním území Žihobce o výměře 8,51 km².

## Historie
První písemná zmínka o vesnici pochází z roku 1389.

## Obyvatelstvo
| Rok            | 1869 | 1880 | 1890 | 1900 | 1910 | 1921 | 1930 | 1950 | 1961 | 1970 | 1980 | 1991 | 2001 | 2011 | 2021 |
| -------------- | ---- | ---- | ---- | ---- | ---- | ---- | ---- | ---- | ---- | ---- | ---- | ---- | ---- | ---- | ---- |
| Počet obyvatel | 58   | 64   | 66   | 78   | 79   | 59   | 47   | 36   | 25   | 20   | 17   | 12   | 11   | 18   | 11   |
| Počet domů     | 8    | 8    | 8    | 8    | 8    | 8    | 10   | 9    | 9    | 10   | 6    | 8    | 8    | 8    | 8    |

## Obecní správa
Při sčítání lidu v letech 1850–1959 Bešetín byl osadou obce Dražovice v okrese Sušice. Od roku 1960 je částí obce Žihobce v okrese Klatovy.

## Galerie

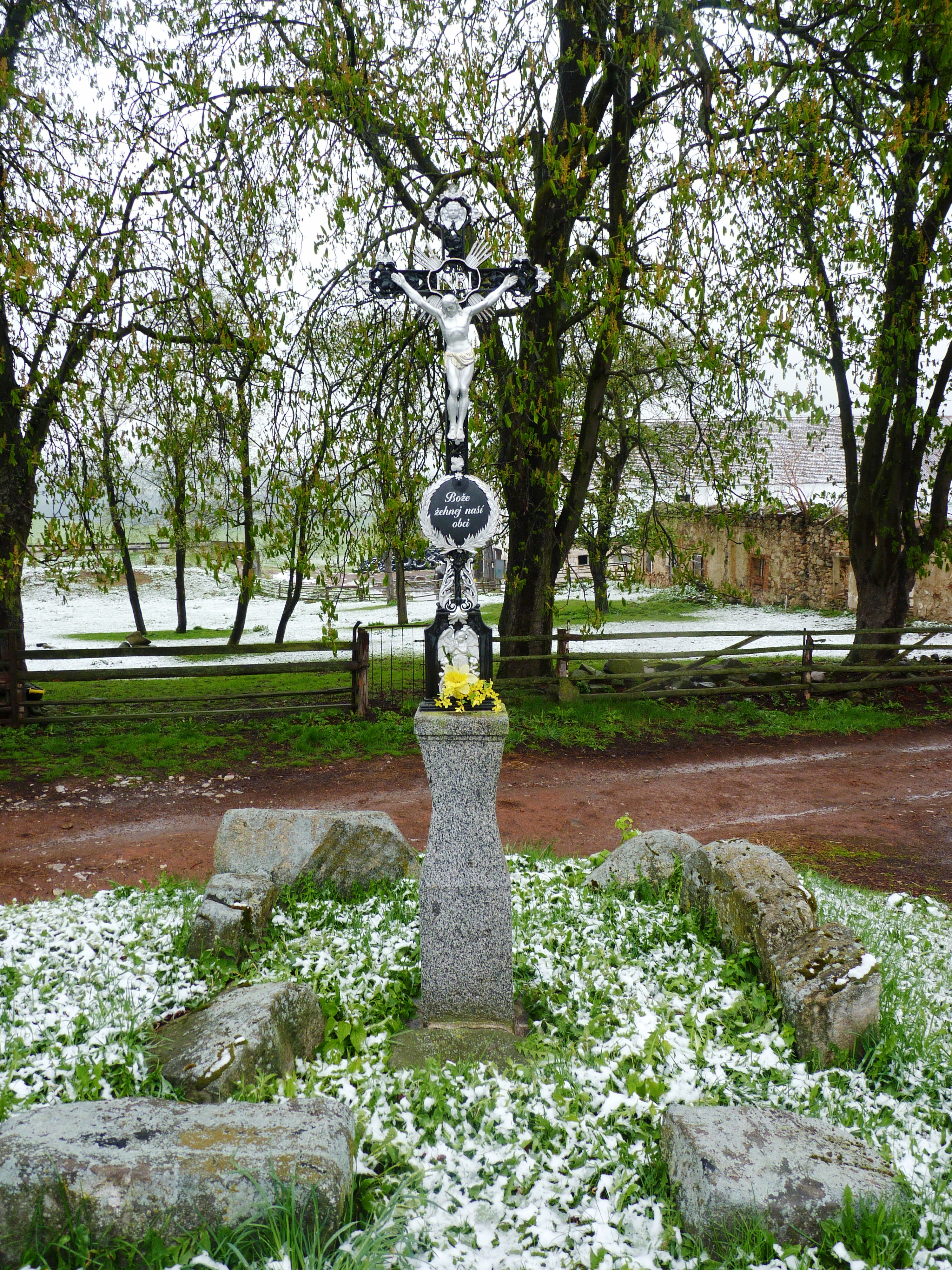
Kříž v centru vesnice
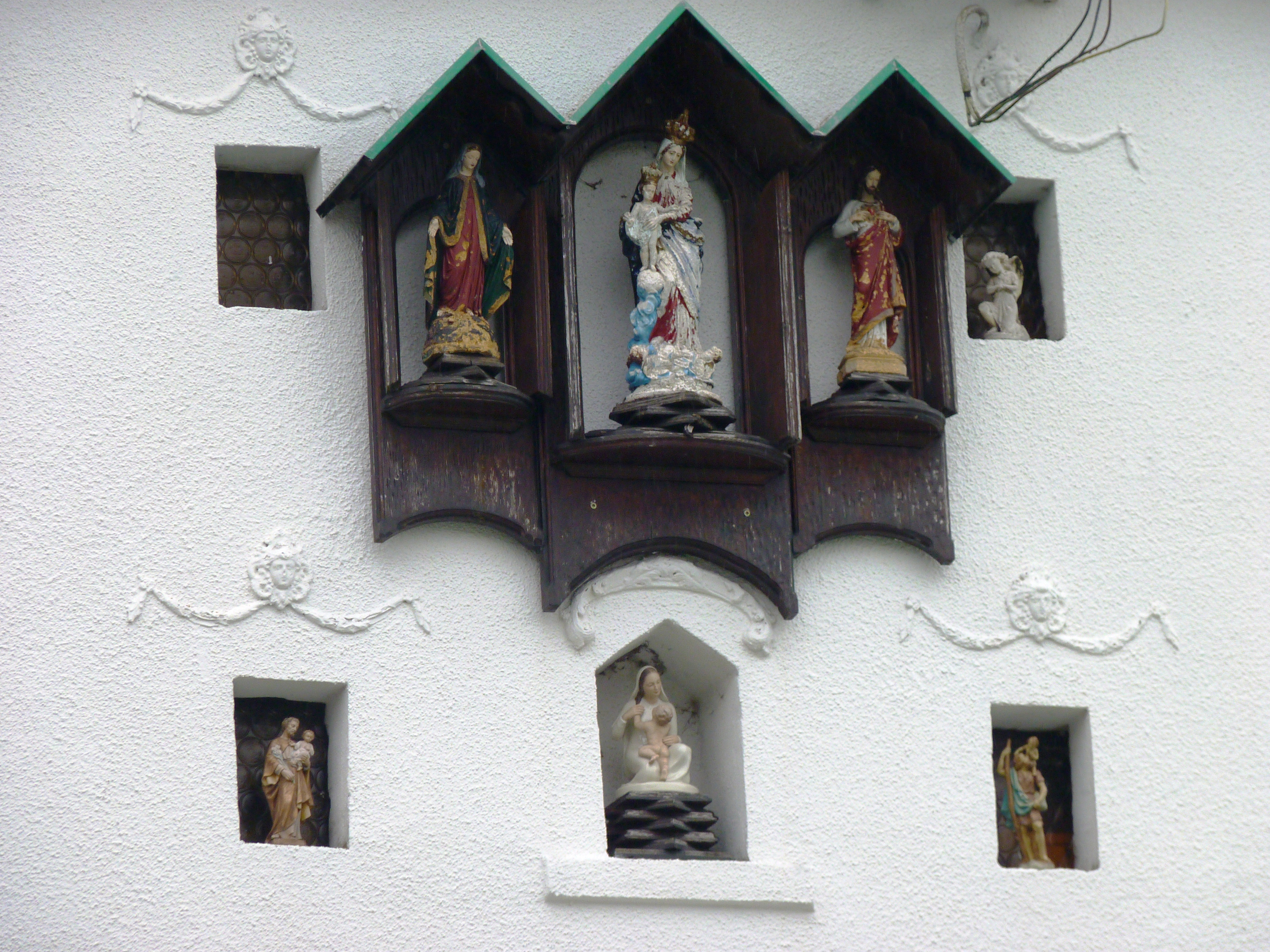
Sošky světců na fasádě domu
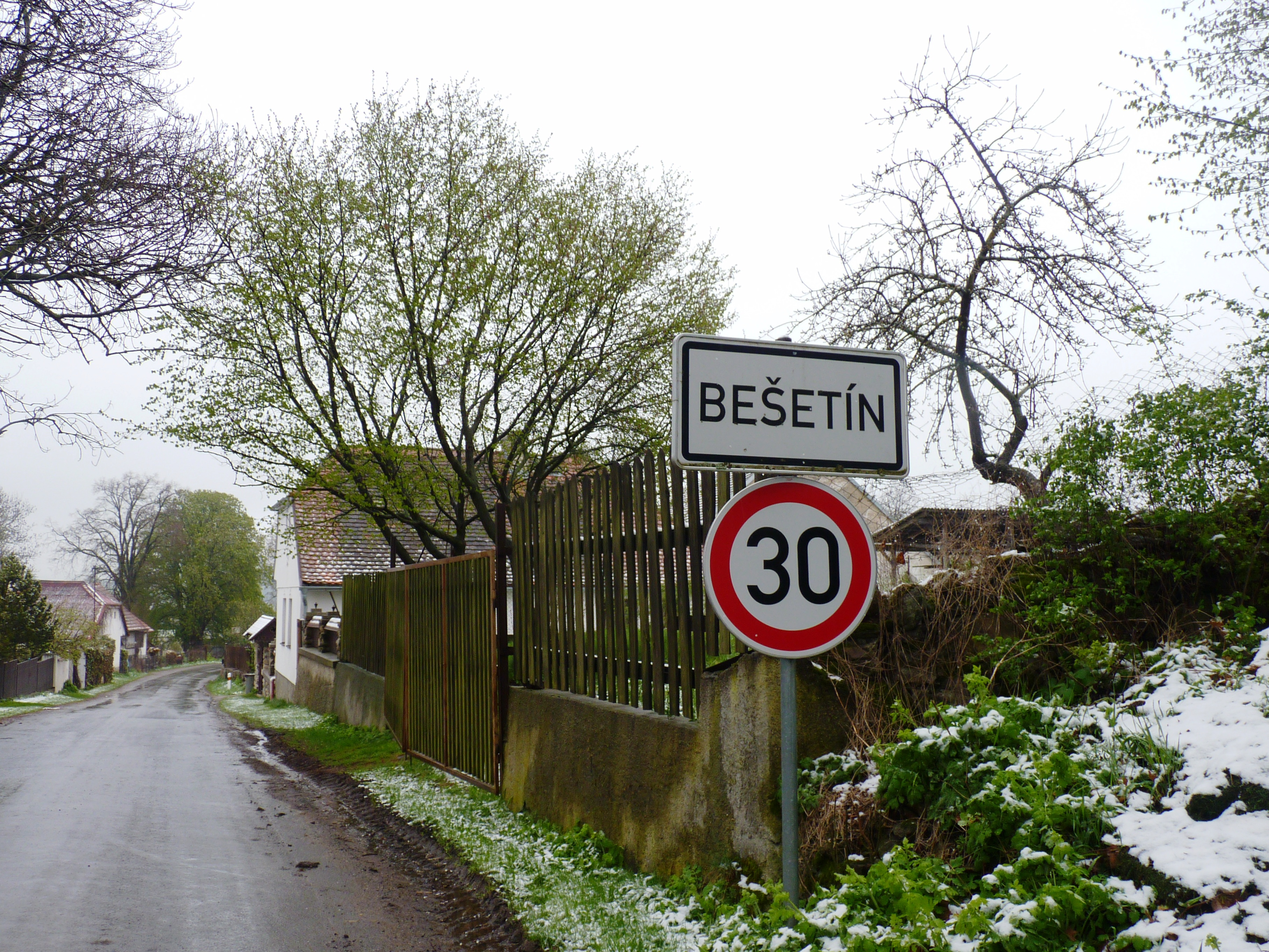
Příjezd do vsi